# Thomas Cup 2006/Qualifikation Afrika
Die afrikanische Qualifikation zum Thomas Cup 2006 fand vom 20. bis zum 22. Februar 2008 in Rose Hill in Mauritius statt. Südafrika qualifizierte sich als Sieger für die Endrunde des Cups. Nigeria zog die Meldung kurz vor dem Start der Spiele aufgrund des Todes des Verbandspräsidenten Shuaibu Sabon-Birni zurück.

## Medaillengewinner
| Platz  | Team      | Starter                                                             |
| ------ | --------- | ------------------------------------------------------------------- |
| Gold   | Südafrika | Chris Dednam, Johan Kleingeld, Dorian James, Willem Viljoen         |
| Silber | Mauritius | Stephan Beeharry, Vishal Sawaram, Édouard Clarisse, Kiran Baboolall |
| Bronze | Sambia    | Eli Mambwe, Juma Muwowo, Lucio Mambwe, Kaite Mubanga                |

## Meldende Länder
- Südafrika
- Mauritius
- Seychellen
- Sambia
- Marokko
- Kenia
- Botswana
- Uganda
- Algerien
- Ägypten
- Burundi
- Madagaskar
- Kamerun
- Eritrea
- Nigeria

## Vorrunde
- Südafrika –  Kenia 5:0
- Marokko –  Sambia 0:5
- Südafrika –  Seychellen 4:1
- Seychellen –  Kenia 3:2
- Seychellen –  Marokko 3:2
- Südafrika –  Sambia 4:1
- Mauritius –  Seychellen 5:0
- Sambia –  Seychellen 4:1

## Finale
- Südafrika –  Mauritius 3:2

## Endstand
1. Südafrika
2. Mauritius
3. Sambia
4. Seychellen

*  weitere Ergebnisse unbekannt, das Teilnehmerfeld variiert je nach Quelle